# Centre culturel kurde Ahmet-Kaya
Pour les articles homonymes, voir CCK.

Le logo du Centre culturel kurde.

Le Centre culturel kurde Ahmet-Kaya ou CCK (en kurde kurmandji : Navenda çanda Kurd a Ahmet Kaya) a été créé le 10 mai 2001 à Paris afin de promouvoir la culture kurde, sensibiliser la société à propos de la question kurde et de favoriser l’insertion des Kurdes en France.

## Présentation
Le nom de ce centre rend hommage à Ahmet Kaya, mort le 16 novembre 2000 à Paris d’une crise cardiaque, un chanteur, écrivain et compositeur kurde, dont le père était kurde et la mère turque.
Le centre est situé dans le 10e arrondissement de Paris, au 16, rue d’Enghien. Il organise des activités culturelles, artistiques, sportives et académiques. Il entretient des relations avec les associations, les ONG, les partenaires sociaux et les partis politiques. 
Le centre culturel fut condamné à la dissolution par la Cour de cassation le 21 mai 2014 pour chefs d'association de malfaiteurs à finalité terroriste et financement d'une entreprise terroriste.
Le 23 décembre 2022, une attaque à l'arme à feu fait trois morts d'origine kurde et trois blessés, dont le chanteur kurde Mîr Perwer, rue d'Enghien à proximité du centre culturel.